# NGC 7598
NGC 7598 is een lensvormig sterrenstelsel in het sterrenbeeld Pegasus. Het hemelobject werd op 3 november 1864 ontdekt door de Duitse astronoom Albert Marth.

## Synoniemen
- MCG 3-59-33
- ZWG 454.33
- ARAK 582
- LT 32
- PGC 71011